# Gepatschferner
De Gepatschferner is na de Pasterze de grootste gletsjer van Oostenrijk. De naam is afgeleid van het Retoromaanse compaccio, dat zoiets als "karig, onvruchtbaar veld" betekent.
De Gepatschferner strekt zich vanaf de Italiaans-Oostenrijkse grens uit richting het noorden. De gletsjer is gelegen in de Ötztaler Alpen en ligt ten zuidoosten van het Kaunertal, waar aan het einde van het dal het Gepatschspeicher gelegen is. De Gepatschferner ligt ongeveer 1500 meter hoger dan het einde van dit dal. De gletsjer wordt ingeklemd tussen de toppen van de 3526 meter hoge Weißseespitze in het noordwesten en de Vordere, Mittlere en Hintere Hintereisspitze in het zuidoosten. Hiertussen vormen de Langtauferer Eiswände (maximale hoogte 3319 meter) de grens met de Langtauferer Ferner. Een klein deel van de Gepatschferner ontwatert via deze Langtauferer Ferner. De geheel met ijs bedekte Kesselwandjoch, net ten zuiden van het Brandenburger Haus (3274 meter), vormt de grens met de Kesselwandferner.
De oppervlakte van de Gepatschferner bedraagt 17,15 km². Het hoofddeel van de gletsjer beweegt zich vervolgens over een afstand van ongeveer zes kilometer in noordelijke richting en buigt dan in een hoek van 90° naar het westen. Afvloed van de gletsjer vindt plaats via de Gepatschbach, die uitmondt in het Gepatschspeicher. Metingen in 1996 gaven als maximale dikte van de gletsjertong 250 meter aan.
De Gepatschferner had in 1850 zijn maximale omvang. Dat jaar markeerde het einde van de zogenaamde kleine ijstijd. In 1920, 1922 en tussen 1977 en 1988 breidde de gletsjer zich ten dele over een lengte van zeventig meter uit, maar sinds 1850 is reeds 50% van de oorspronkelijke gletsjeromvang verdwenen. Men gaat ervan uit dat de gletsjer momenteel jaarlijks zestien meter aan lengte inlevert. Hete zomers als die van 2003 zorgen echter voor een nog snellere teruggang.
Sinds 2002 bestaat een omstreden plan om het reeds bestaande skigebied Weißseeferner ten noordwesten van de Gepatschferner uit te breiden om het toerisme in lager gelegen, sneeuwonzekere gebieden te handhaven.

## Kaart
- Alpenvereinskarte Blatt 30/2, 1:25.000, Ötztaler Alpen, Weißkugel, ISBN 3-928777-39-4

Gepatschferner · Grinner Ferner · Gurgler Ferner · Guslarferner · Hintereisferner · Hintertuxer Gletscher · Hochjochferner · Kesselwandferner · Mittelbergferner · Niederjochferner · Pasterze ·  Rettenbachferner · Stubaier Gletscher · Taschachferner · Vernagtferner